# Aeropittura
Aeropittura ('luftmaleri') var en strømning fra slutningen af 1920'erne til begyndelsen af 1940'erne inden for italiensk futurisme præget af begejstring for flyvemaskiner og dynamik, af samtidige også omtalt som Arte Sacra Futurista.
| - Fedele Azari: Teatro aereo futurista, 1922-26 - Giulio D'Anna: Dinamismo di treno nave aereo, 1930 - Fillìa (Luigi Colombo): Mistero aereo, 1930-31 - Bruno Tano: La Madonna dell'ala, 1931 - Fulvio Raniero Mariani:Turbine aereo, 1938 |